# Calvin Jong-a-Pin
Calvin Jong-a-Pin (ur. 18 lipca 1986 w Amsterdamie) – holenderski piłkarz grający na pozycji obrońcy. Od 2017 występuje w klubie Yokohama FC. Wcześniej występował w FC Volendam, SC Heerenveen, SBV Vitesse, Shimizu S-Pulse i Machida Zelvia. W 2007 roku trener Foppe de Haan powołał go do kadry na Mistrzostwa Europy U-21 w piłce nożnej, które odbywały się na boiskach Holandii. Holandia wygrała wówczas turniej i uzyskała awans do igrzysk olimpijskich w Pekinie.